# Актин
Актинът е глобуларен белтък с молекулна маса около 42 kDa, който се среща във всички еукариотни клетки (с изключение на спермалните клетки на нематодите). Възможно е в някои клетки концентрацията му да надвишава 100 μM.
Това е един от най-високо консервативните белтъци. Разликата му в различните видове е много малка. При водораслите и човека разликата в структурата на актина е само 20%. Актинът е мономер на микрофиламентите, едни от трите главни структурни единици на цитоскелета.
Актинът заедно с миозина участва в мускулното съкращение. Той взема участие и в движението на органелите в клетката и в цитокенезата при митоза. Участва и в клетъчната сигнализация и в направляването на клетъчните контакти.